# Katedra w Chichesterze
Katedra w Chichesterze (ang. Chichester Cathedral lub Cathedral Church of the Holy Trinity) – katedra diecezji Chichester Kościoła Anglii.
Główne prace zostały wykonane na polecenie biskupa Ralpha de Luffę (filary i łuki nawy oraz prezbiterium) w latach 1091–1123. Prezbiterium pochodzi z 1199 roku. Nawy boczne wybudowane zostały w latach 1223–1244. Kaplica maryjna pochodzi z lat 1288–1305. Wieża i iglica, wybudowane odpowiednio w XIII i XV wieku i odbudowane po zawaleniu w 1861 roku przez Sir Gilbert Scotta i Slatera. Krużganki pochodzą z XV wieku (restaurowane w latach 1840–1860 przez R. C. Carpentera i J. Butlera; 1901 – została wybudowana nowa północno-zachodnia wieża przez J. L. Pearsona).